# Backofenberg
Der Backofenberg ist eine 91 m ü. NHN hohe Erhebung bei Tremsdorf, einem Ortsteil der Gemeinde Nuthetal im Landkreis Potsdam-Mittelmark in Brandenburg.
Der Berg ist die höchste Erhebung im Saarmunder Endmoränenbogen und entstand als solches in der letzten Weichsel-Eiszeit. Er ist gleichzeitig die höchste Erhebung der Gemeinde Nuthetal. Er liegt rund 950 m nordnordwestlich des Ortsteils Tremsdorf. Rund einen Kilometer weiter nördlich ist der 81 m ü. NHN hohe Ziebchenberg, rund 1,1 km südsüdwestlich liegen die 78 m hohen Grämitzberge.
Die Erhebung kann über den Europäischen Fernwanderweg E10 oder durch einen Rundweg von Tremsdorf aus erreicht werden. Eine gebürtige Tirolerin bietet geführte Wandertouren an, bei denen auf dem Backofenberg gejodelt wird.